# Axel Palmgren (anatom)
Axel Jakob Palmgren, född 4 maj 1892, död 4 april 1966 i Engelbrekts församling i Stockholm, var en svensk anatom.
Palmgren blev filosofie doktor i Stockholm 1921 med avhandlingen Embryological and morphological studies on the mid-brain and cerebellum of vertebraes och professor i anatomi och histologi vid Veterinärhögskolan 1929. Han är begravd på Norra begravningsplatsen utanför Stockholm.